# Edelhof Alberoda
Der Edelhof Alberoda (auch Wasserburg Edelmannsteich, Wallteich) war eine Wasserburg im Ortsteil Alberoda von Aue-Bad Schlema im Erzgebirge. Die Anlage wurde erstmals 1424 erwähnt. Nachdem sie 1617 ausgebrannt war, wurde sie noch im selben Jahr ausgebaut.

## Beschreibung und Geschichte

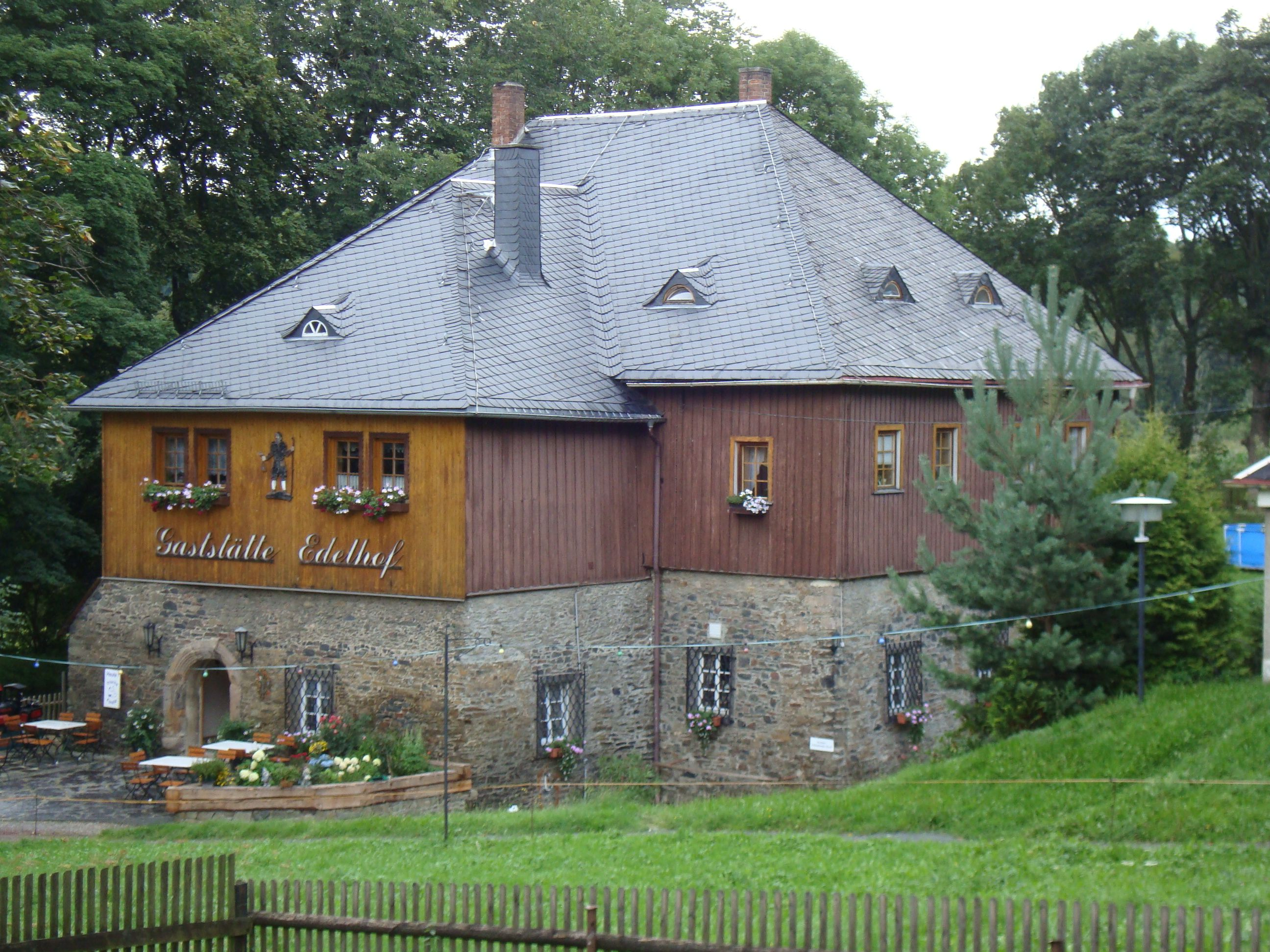
Edelhof Alberoda (August 2010)
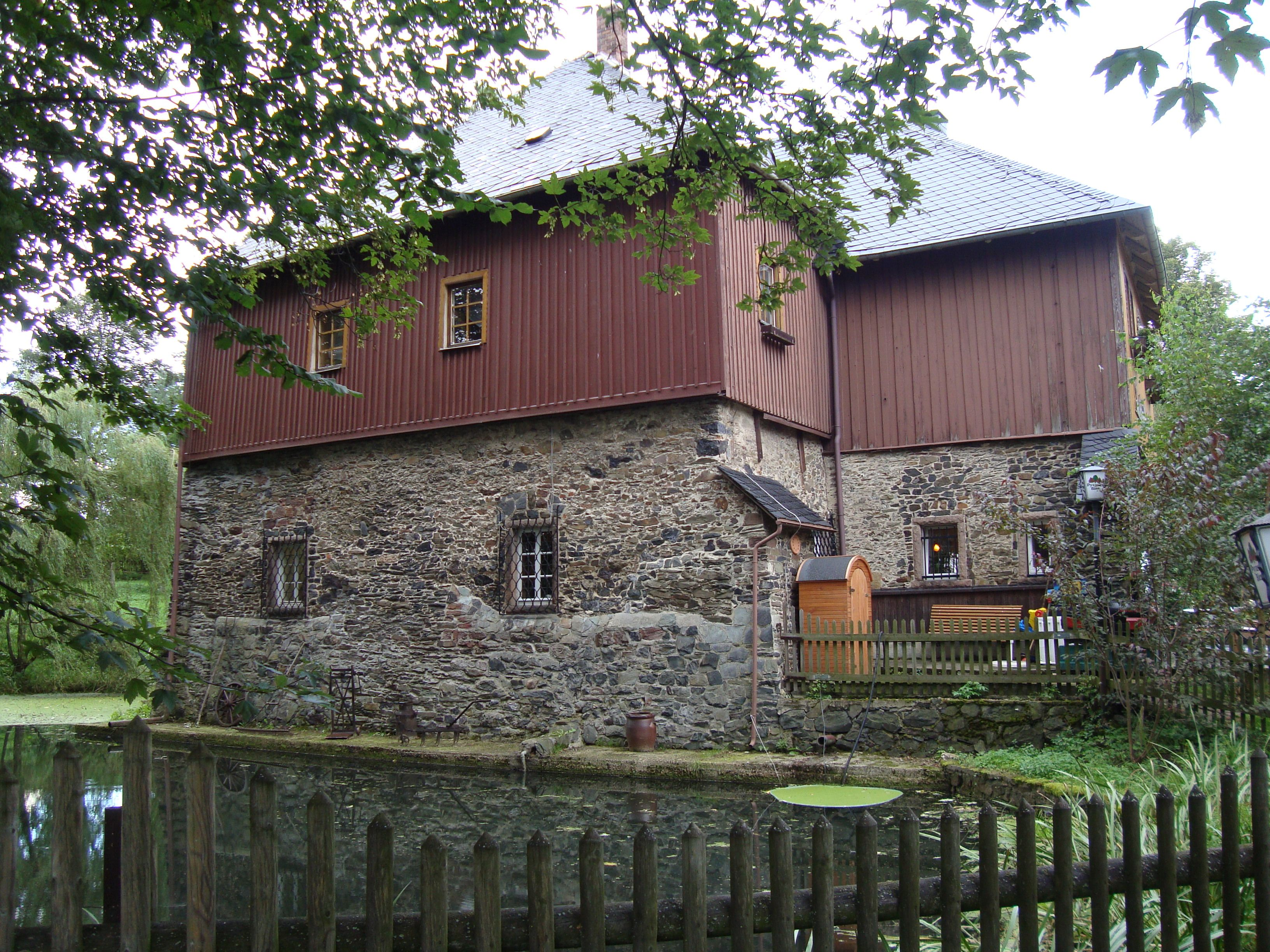
Edelhof Alberoda von der Teichseite

Der heutige Edelhof geht auf eine um 1200 entstandene Wehranlage zurück, welche aus einem von einem Wassergraben umgebenen Wallgut bestand. Die Burg diente dem Schutz der alten böhmischen Straße von Zwickau über Hartenstein. Zwischen 1424 und 1536 befand sie sich im Besitz der Familie von Oelsnitz, denen Fabian von Ulset und die Familie von Schönburg folgte. 1543 verkauften die Herren von Schönburg ihren Besitz an Leonhard von Milkau, wobei der Edelhof zum Rittergut erhoben wurde.
Das Kernwerk der Anlage ist durch ein Wohnhaus von etwa 11 mal 11 Metern Seitenlänge überbaut. Das Erdgeschoss dieses Hauses ist in Bruchstein mit Renaissance-Gewänden ausgeführt und lässt auf die Verwendung von Baumaterial der ehemaligen Wasserburg schließen. Im Westen, Norden und Osten ist ein Graben als Böschung erhalten. Dieser ist zwischen 11 und 15 Meter breit und 2 bis 4 Meter tief. Der südliche Abschnitt wurde verfüllt. Vor diesem Graben finden sich Reste eines Dammes von etwa 5 Metern Breite und maximal 4 Metern Höhe. Möglicherweise ist dies ein Rest des Außenwalls der Anlage.

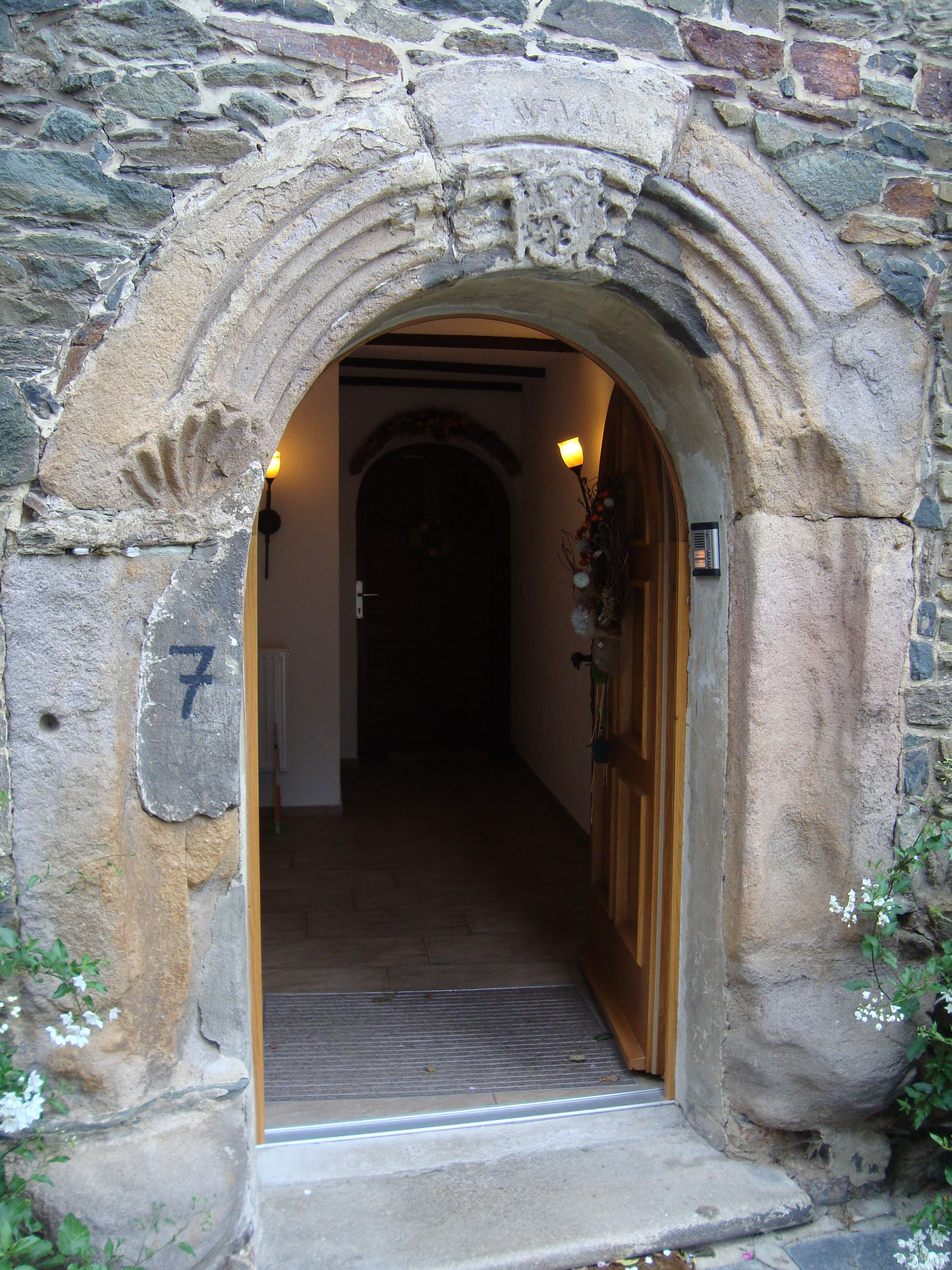
Eingangsportal
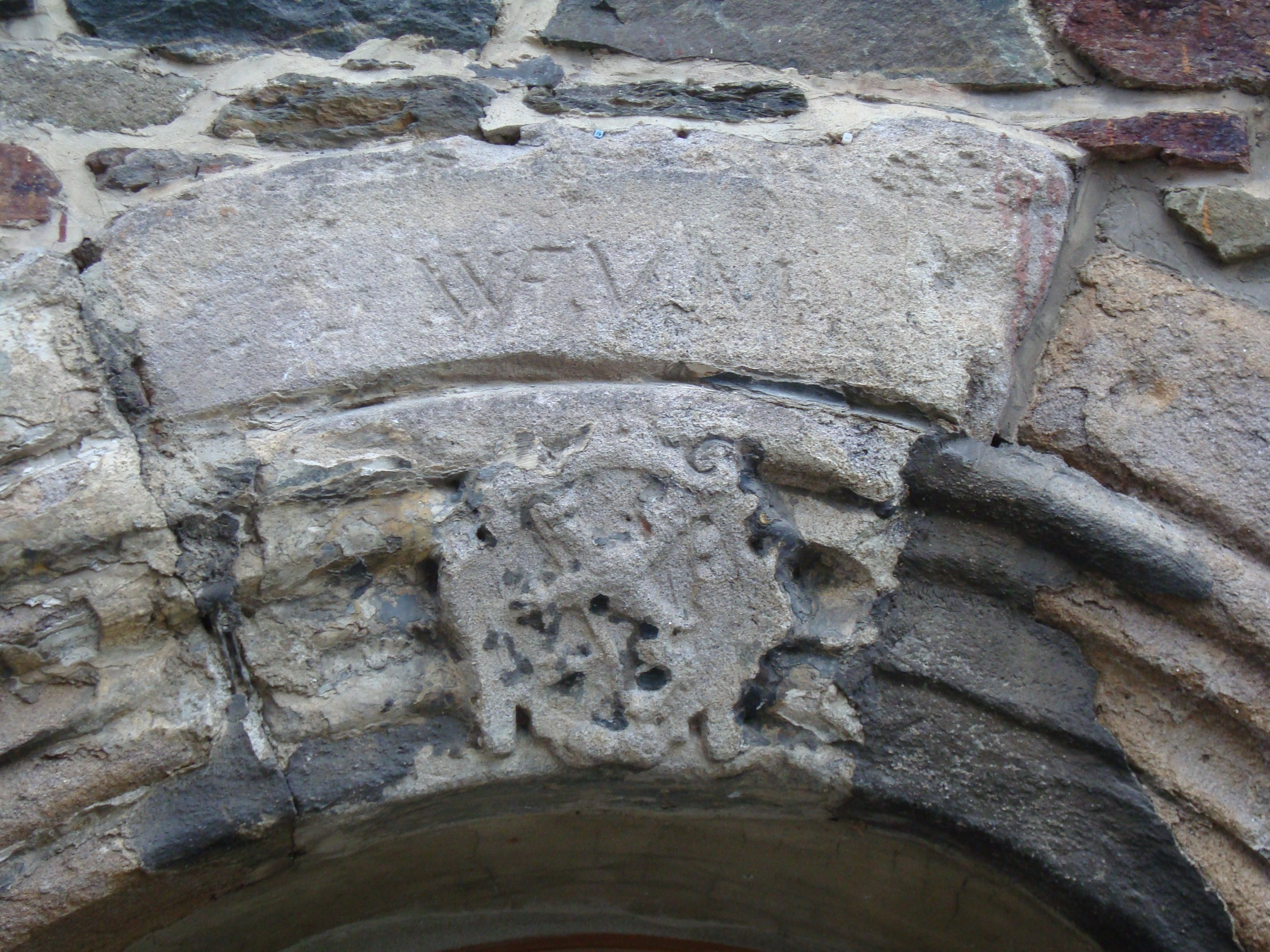
Schlussstein am Eingangsportal (bezeichnet WF.V.M.)

Die Grundmauern des Wohngebäudes stammen vermutlich von einem Vorgängerbau, der 1543 vom damaligen Besitzer Bernhard von Milkau errichtet worden ist. Nach einem Brand 1617 erfolgte der Wiederaufbau in der heutigen Größe. Das erhaltene Renaissanceportal zeigt noch Reste der Seitensitze und ist im Schlussstein mit den Initialen WF.V.M. (Friedrich Wilhelm von Milkau) bezeichnet. Das Erdgeschoss beinhaltet ein Gewölbe mit verzierten Schlusssteinen. Das Obergeschoss ist holzverschalt. Das Dach ist gewalmt.
Nach 1800 folgten häufige Besitzerwechsel des Gutes, welches 1859 von Carl Gottlob Hofmann umgebaut wurde. Ende des 19. Jahrhunderts wurde der Burggraben verfüllt. 1943 erwarb der Fabrikbesitzer Bruno Ebert aus Lößnitz den Edelhof und nahm weitere Veränderungen am Gebäude vor. Nach dem Zweiten Weltkrieg diente das Gebäude zwischen 1948 und 1958 den Kreiskrankenanstalten Aue als Tbc-Heilstätte. Seit 1953 steht es unter Denkmalschutz. Ab 1958 wurde es von der LPG „8. März“ zu Wohnzwecken genutzt.
1988 erwarben private Besitzer das historische Gebäude und begannen mit seiner schrittweisen Sanierung. Seit 1991 wird es als Wohnung und Gaststätte genutzt.

## In den Medien
In der ZDF-Kriminalfilmreihe Erzgebirgskrimi fungierte der Edelhof Alberoda in der dritten Episode als Gaststätte Edelhöfe. Die Dreharbeiten für den 2021 ausgestrahlten zugehörigen Krimi Der Tote im Burggraben fanden im Jahr 2020 auf dem Gelände des Edelhofs statt.